# Ryder Cup

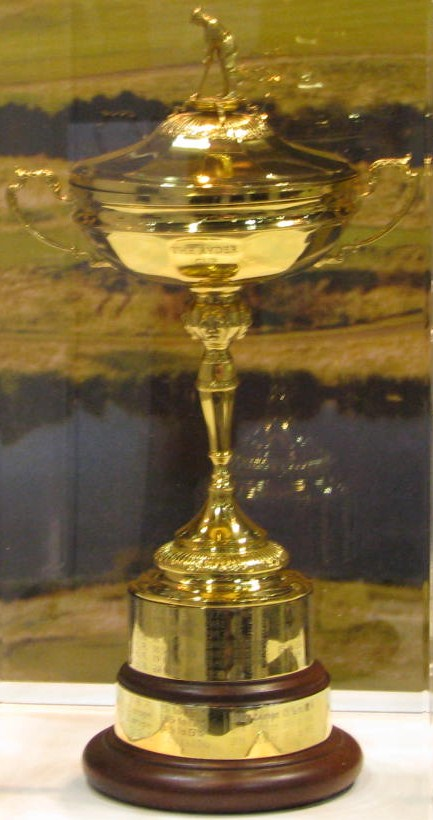
De Ryder Cup

De Ryder Cup is een golfwedstrijd die tussen twaalf Europese spelers en twaalf Amerikaanse spelers gaat.

## Geschiedenis
De Ryder Cup is het belangrijkste toernooi waarbij mannelijke beroepstopgolfers in teamverband spelen. De tegenhanger voor vrouwen is de Solheim Cup.
Hoewel de Ryder Cup in 1927 in de Verenigde Staten is gestart, heeft in 1926 op The Wentworth Club in Engeland een onofficiële Ryder Cup plaatsgevonden, ook op initiatief van Sam Ryder en zijn broer James. Toen het Amerikaanse team door captain Walter Hagen bekend werd gemaakt, bleek echter dat vijf van de tien spelers niet uit de Verenigde Staten kwam, maar er alleen woonden. De wedstrijd werd gespeeld maar ongeldig verklaard.
De wedstrijd werd officieel voor het eerst georganiseerd in 1927, mede op initiatief van de Brit Samuel Ryder, die ook de kleine maar gouden beker heeft gedoneerd. De golfer die bovenop staat heeft het gezicht gekregen van Abe Mitchell, zijn persoonlijke golfleraar, tevens speler in het Ryder Cup team. Oorspronkelijk was het een wedstrijd tussen de Verenigde Staten en het Verenigd Koninkrijk, al speelden er sinds 1953 ook Ierse spelers voor het Britse team. In 1973 werd het Britse team hernoemd naar "Verenigd Koninkrijk en Ierland" en in 1979 mochten voor het eerst ook spelers uit andere Europese landen deelnemen. De Spanjaarden Severiano Ballesteros en Antonio Garrido waren de eerste continentale Europeanen in de Ryder Cup. Sinds er een Europees team tegen de Amerikanen speelt, is er twintig keer gespeeld, waarvan Europa elf keer won en de Verenigde Staten acht keer, in 1989 werd gelijk gespeeld en mocht Europa de Cup houden.
Tijdens de periode van de Tweede Wereldoorlog (1939-1945) werden er geen wedstrijden om de Ryder Cup gespeeld. De Ryder Cup van 2001 werd afgelast na de terroristische aanslagen op 11 september 2001 en naar het volgende jaar verschoven. Vanaf 2002 wordt de Ryder Cup bijgevolg in de even jaren betwist.
De editie van 2020 werd vanwege de COVID-19-pandemie met een jaar uitgesteld tot 2021. Derhalve schuiven de daaropvolgende edities weer naar oneven jaren.

## Formule
De deelnemende spelers worden door de captain van iedere ploeg geselecteerd op basis van hun prestaties tijdens het voorbije wedstrijdseizoen, waarbij ook telkens aan de captain drie wildcards worden verleend. Deze laten hem toe om op het moment van de wedstrijd het team aan te vullen met de sterkste spelers op dat ogenblik.
De wedstrijd wordt om de twee jaar gehouden, om de beurt in de Verenigde Staten en Europa.
Sinds 1979 wordt de wedstrijd gespeeld over drie dagen en gaat over 28 partijen. Voor iedere gewonnen partij krijgt het team een punt, bij een gelijkspel krijgt men ieder een half punt. Op vrijdag worden er 's ochtends vier fourballs gespeeld (twee tegen twee, iedereen speelt individueel en per hole telt de beste score van het team) en 's middags vier foursomes (twee tegen twee wedstrijden waarbij men om en om met dezelfde bal moet slaan) en zaterdag wordt dezelfde formule gehanteerd (vier fourballs, vier foursomes). Zondag worden de afsluitende twaalf singles (enkels) gespeeld. Alle wedstrijden gaan over 18 holes en het speltype is matchplay.
Het team dat het eerst 14,5 punten behaalt, wint de Ryder Cup. Bij een 14-14 gelijkspel houdt de vorige winnaar de Ryder Cup in zijn bezit.

## Resultaten
| Editie | Baan                               | Plaats                    | Winnaar             | Score       | Verliezer                     | Ref    |
| ------ | ---------------------------------- | ------------------------- | ------------------- | ----------- | ----------------------------- | ------ |
| 1927   | Worcester Country Club             | Worcester                 | Verenigde Staten    | 9,5 – 2,5   | Verenigd Koninkrijk           | [ 1 ]  |
| 1929   | Moortown Golf Club                 | Leeds                     | Verenigd Koninkrijk | 7 – 5       | Verenigde Staten              | [ 2 ]  |
| 1931   | Scioto Country Club                | Columbus                  | Verenigde Staten    | 9 – 3       | Verenigd Koninkrijk           | [ 3 ]  |
| 1933   | Southport & Ainsdale Golf Club     | Southport                 | Verenigd Koninkrijk | 6,5 – 5,5   | Verenigde Staten              | [ 4 ]  |
| 1935   | Ridgewood Country Club             | Paramus                   | Verenigde Staten    | 9 – 3       | Verenigd Koninkrijk           | [ 5 ]  |
| 1937   | Southport & Ainsdale Golf Club     | Southport                 | Verenigde Staten    | 8 – 4       | Verenigd Koninkrijk           | [ 6 ]  |
| 1947   | Portland Golf Club                 | Portland                  | Verenigde Staten    | 11 – 1      | Verenigd Koninkrijk           | [ 7 ]  |
| 1949   | Ganton Golf Club                   | Scarborough               | Verenigde Staten    | 7 – 5       | Verenigd Koninkrijk           | [ 8 ]  |
| 1951   | Pinehurst Resort                   | Pinehurst                 | Verenigde Staten    | 9,5 – 5,5   | Verenigd Koninkrijk           | [ 9 ]  |
| 1953   | The Wentworth Club                 | Virginia Water            | Verenigde Staten    | 6,5 – 5,5   | Verenigd Koninkrijk           | [ 10 ] |
| 1955   | Thunderbird Country Club           | Rancho Mirage             | Verenigde Staten    | 8 – 4       | Verenigd Koninkrijk           | [ 11 ] |
| 1957   | Lindrick Golf Club                 | Rotherham                 | Verenigd Koninkrijk | 7,5 – 4,5   | Verenigde Staten              | [ 12 ] |
| 1959   | Eldorado Golf Club                 | Indian Wells              | Verenigde Staten    | 8,5 – 3,5   | Verenigd Koninkrijk           | [ 13 ] |
| 1961   | Royal Lytham & St Annes Golf Club  | Lytham St Annes           | Verenigde Staten    | 14,5 – 9,5  | Verenigd Koninkrijk           | [ 14 ] |
| 1963   | East Lake Golf Club                | Atlanta                   | Verenigde Staten    | 23 – 9      | Verenigd Koninkrijk           | [ 15 ] |
| 1965   | Royal Birkdale Golf Club           | Southport                 | Verenigde Staten    | 19,5 – 12,5 | Verenigd Koninkrijk           | [ 16 ] |
| 1967   | Champions Golf Club                | Houston                   | Verenigde Staten    | 23,5 – 8,5  | Verenigd Koninkrijk           | [ 17 ] |
| 1969   | Royal Birkdale Golf Club           | Southport                 | Verenigde Staten    | 16 – 16     | Verenigd Koninkrijk           | [ 19 ] |
| 1971   | Old Warson Country Club            | Saint Louis               | Verenigde Staten    | 18,5 – 13,5 | Verenigd Koninkrijk           | [ 20 ] |
| 1973   | Muirfield Golf Links               | Gullane                   | Verenigde Staten    | 19 – 13     | Verenigd Koninkrijk & Ierland | [ 20 ] |
| 1975   | Laurel Valley Golf Club            | Ligonier                  | Verenigde Staten    | 21 – 11     | Verenigd Koninkrijk & Ierland | [ 20 ] |
| 1977   | Royal Lytham & St Annes Golf Club  | Lytham St Annes           | Verenigde Staten    | 12,5 – 7,5  | Verenigd Koninkrijk & Ierland | [ 21 ] |
| 1979   | The Greenbrier Golf Club           | White Sulphur Springs     | Verenigde Staten    | 17 – 11     | Europa                        | [ 21 ] |
| 1981   | Walton Heath Golf Club             | Walton-on-the-Hill        | Verenigde Staten    | 18,5 – 9,5  | Europa                        | [ 22 ] |
| 1983   | PGA National Golf Club             | Palm Beach                | Verenigde Staten    | 14,5 – 13,5 | Europa                        | [ 23 ] |
| 1985   | The Belfry                         | Wishaw                    | Europa              | 16,5 – 11,5 | Verenigde Staten              | [ 24 ] |
| 1987   | Muirfield Village Golf Club        | Dublin                    | Europa              | 15 – 13     | Verenigde Staten              | [ 25 ] |
| 1989   | The Belfry                         | Wishaw                    | Europa              | 14 – 14     | Verenigde Staten              | [ 27 ] |
| 1991   | Kiawah Island Golf Resort          | Kiawah Island             | Verenigde Staten    | 14,5 – 13,5 | Europa                        | [ 28 ] |
| 1993   | The Belfry                         | Wishaw                    | Verenigde Staten    | 15 – 13     | Europa                        | [ 29 ] |
| 1995   | Oak Hill Golf Club                 | Rochester                 | Europa              | 14,5 – 13,5 | Verenigde Staten              | [ 30 ] |
| 1997   | Valderrama Golf Club               | Sotogrande                | Europa              | 14,5 – 13,5 | Verenigde Staten              | [ 31 ] |
| 1999   | The Country Club                   | Brookline                 | Verenigde Staten    | 14,5 – 13,5 | Europa                        | [ 32 ] |
| 2002   | The Belfry                         | Wishaw                    | Europa              | 15,5 – 12,5 | Verenigde Staten              | [ 33 ] |
| 2004   | Oakland Hills Country Club         | Bloomfield Hills          | Europa              | 18,5 – 9,5  | Verenigde Staten              | [ 34 ] |
| 2006   | The Kildare Hotel & Golf Club      | Straffan                  | Europa              | 18,5 – 9,5  | Verenigde Staten              | [ 35 ] |
| 2008   | Valhalla Golf Club                 | Louisville                | Verenigde Staten    | 16,5 – 11,5 | Europa                        | [ 36 ] |
| 2010   | Celtic Manor Resort                | Newport                   | Europa              | 14,5 – 13,5 | Verenigde Staten              | [ 37 ] |
| 2012   | Medinah Country Club               | Chicago                   | Europa              | 14,5 – 13,5 | Verenigde Staten              | [ 38 ] |
| 2014   | Gleneagles Golf Resort             | Gleneagles                | Europa              | 16,5 – 11,5 | Verenigde Staten              | [ 39 ] |
| 2016   | Hazeltine National Golf Club       | Chaska                    | Verenigde Staten    | 17 – 11     | Europa                        | [ 40 ] |
| 2018   | Le Golf National                   | Saint-Quentin-en-Yvelines | Europa              | 17,5 – 10,5 | Verenigde Staten              | [ 41 ] |
| 2021   | Whistling Straits                  | Kohler                    | Verenigde Staten    | 19 – 9      | Europa                        | [ 42 ] |
| 2023   | Marco Simone Golf and Country Club | Guidonia Montecelio       | Europa              | 16,5 - 11,5 | Verenigde Staten              | 43     |
| 2025   | Bethpage Black Course              | Farmingdale               |                     |             |                               |        |

## Teams & deelnemers
De eerste editie kende teams van acht spelers, inclusief de captain. De teams bestaan in 1959 uit negen spelers, maar in andere jaren uit tien spelers, totdat de teams in 1977 van tien naar twaalf spelers worden uitgebreid.

## Locaties
Locaties waar de Ryder Cups gehouden zijn

## Vergelijkbare toernooien
- Presidents Cup, een toernooi tussen de Verenigde Staten en een Internationaal Team (golfers die niet voor de VS of Europa uitkomen).
- Seve Trophy, een toernooi tussen Groot-Brittannië en Ierland enerzijds en Continentaal Europa anderzijds.
- Solheim Cup, een toernooi tussen de Verenigde Staten en Europa, voor damesgolfers.
- Walker Cup, een toernooi tussen de Verenigde Staten en Groot-Brittannië & Ierland, voor heren amateurs.
- Curtis Cup, een toernooi tussen de Verenigde Staten en Groot-Brittannië & Ierland, voor dames amateurs.